# Desa Ranjeng (administrativ by i Indonesien, Jawa Barat, lat -6,43, long 108,13)
Desa Ranjeng är en administrativ by i Indonesien.   Den ligger i provinsen Jawa Barat, i den västra delen av landet, 140 km öster om huvudstaden Jakarta.